# Henry From
Henry Petersen From (né le 1er juin 1926 à Aarhus au Danemark et mort le 31 août 1990 dans la même ville) est un joueur de football international danois, qui évoluait au poste de gardien de but, avant de devenir entraîneur.

## Biographie

### Carrière de joueur

#### Carrière en sélection
Avec l'équipe du Danemark, il joue 31 matchs (pour aucun but inscrit) entre 1957 et 1961. 
Il figure notamment dans le groupe des sélectionnés lors des JO de 1952 et de 1960. Il joue cinq matchs lors des Jeux olympiques de 1960.

## Palmarès
Danemark
- Jeux olympiques :
  -  Argent : 1960.